# أملج أنيق
أملج أنيق (الاسم العلمي:Phyllanthus elegans) هو نوع من النباتات يتبع جنس الأملج من الفصيلة الأملجية.